# Sargocentron hormion
Sargocentron hormion là một loài cá biển thuộc chi Sargocentron trong họ Cá sơn đá. Loài này được mô tả lần đầu tiên vào năm 1998.

## Phân bố
S. hormion được biết đến ở các hòn đảo thuộc Trung Thái Bình Dương, gồm đảo Rarotonga (quần đảo Cook), Rapa Iti (Polynésie thuộc Pháp) và quần đảo Pitcairn.
S. hormion sống trên các rạn san hô và nền đáy đá ở độ sâu đến ít nhất là 42 m.

## Mô tả
Chiều dài cơ thể (tiêu chuẩn) lớn nhất được ghi nhận ở S. hormion là 16,6 cm. Thân có các dải sọc đỏ dày và trắng bạc rất mảnh. Gai vây lưng màu đỏ ngoại trừ chóp màu trắng, kèm theo đó là một hàng khoảng 6 đốm trắng, mỗi đốm trên một màng ở gần gốc vây.
Số gai ở vây lưng: 11; Số tia vây ở vây lưng: 13–14; Số gai ở vây hậu môn: 4; Số tia vây ở vây hậu môn: 8–10.